# Приндета Віталій Валерійович
Віта́лій Вале́рійович Принде́та (нар. 2 лютого 1993, Дубно, Україна) — український футболіст, центральний захисник казахстанського клубу «Кайсар».

## Біографія
Вихованець Володимир-Волинського аматорського клубу БРВ-ВІК.
У 2008 році підписав свій перший професійний контракт з луцькою «Волинню», а 17 серпня 2008 року у віці 15 років дебютував за клуб у професійному футболі в матчі проти ПФК «Севастополь», який завершився перемогою 3:0. У сезоні 2009/10 допоміг клубу зайняти друге місце в першій лізі та піднятися в елітний дивізіон. У Прем'єр-лізі дебютував в кінці сезону — 8 травня 2011 року у 28 турі в домашньому матчі проти харківського «Металіста». Вийшовши у стартовому складі, на 43-й хвилині Віталій відзначився дебютним голом за клуб, проте у перерві був замінений на Євгена Пічкура, а клуб програв з рахунком 1:4.
Наприкінці травня 2016 року став гравцем грецького «Платаніаса».

## Досягнення
- Срібний призер Першої ліги чемпіонату України: 2009/10